# Leica I
La Leica I è la prima serie delle fotocamere Leica (nome derivato da Leitz(sche) Camera, o "fotocamera della Leitz") prodotte dalla Ernst Leitz GMBH Wetzlar Germany (oggi, Leica Camera AG), partendo dal prototipo del 1913 di Oskar Barnack, detto UR-Leica (alla quale seguirono le serie II, III e M).
La vendita parte dal modello Leica I Mod.A, presentata nel 1925 a Lipsia: era una fotocamera di soli 350 g di peso, con la possibilità di inserire un telemetro per la messa a fuoco nella slitta per il flash, montava in modo fisso un obiettivo da 50 mm di focale (la allora focale normale per il cinema in 35 mm) ed usava la pellicola cinematografica da 35 mm con l'avanzamento accoppiato alla carica dell'otturatore. Produceva fotogrammi di dimensione 36 × 24 mm, secondo la filosofia del progettista Oskar Barnack «piccoli negativi; grandi immagini », ovvero il famoso formato fotografico conosciuto poi come il formato Leica 24x36, tramandato fino ad oggi, anche nei sensori digitali delle moderne Leica M e di altre fotocamere.
Questa fotocamera di piccolo formato rappresentò un epocale salto tecnologico e di costume nella storia della fotografia, che restò indelebile fino ad oggi. Aveva pochissimi precedenti per compattezza, e consentiva per la "prima volta" (a quell'epoca) la fotografia a mano libera. In due anni venne prodotta in circa 3.000 esemplari e cinque anni dopo (1930), la Leitz lanciò sul mercato la Leica I ad ottica intercambiabile, adottando uno speciale innesto a vite 39 × 0,98 mm (0,97692... mm o passo 26 tpi o 26 filetti per pollice), che verrà ricordato come «passo Leica», e conosciuto anche come «LTM» (Leica thread mount ) e «M39».

## Caratteristiche tecniche
- otturatore orizzontale in stoffa, sul piano focale
- tempi da 1/20 a 1/500 secondi
- obiettivo fisso (sino al 1925) 50 mm, in tre versioni successive (Anastigmat, Elmax, Elmar) con apertura massima ƒ/3,5 (retrattile)
- obiettivi intercambiabili (dal 1930)

## Accessori
- cassetta per pellicola
- telemetro inseribile su slitta porta accessori
- borsa in cuoio
- mirino angolare

## Altre Leica I
- Leica Ic, prodotta nel 1949 a uso scientifico
- Leica If, prodotta nel 1952 a uso scientifico
- Leica Ig, prodotta nel 1957 a uso scientifico